# Cuarto poder

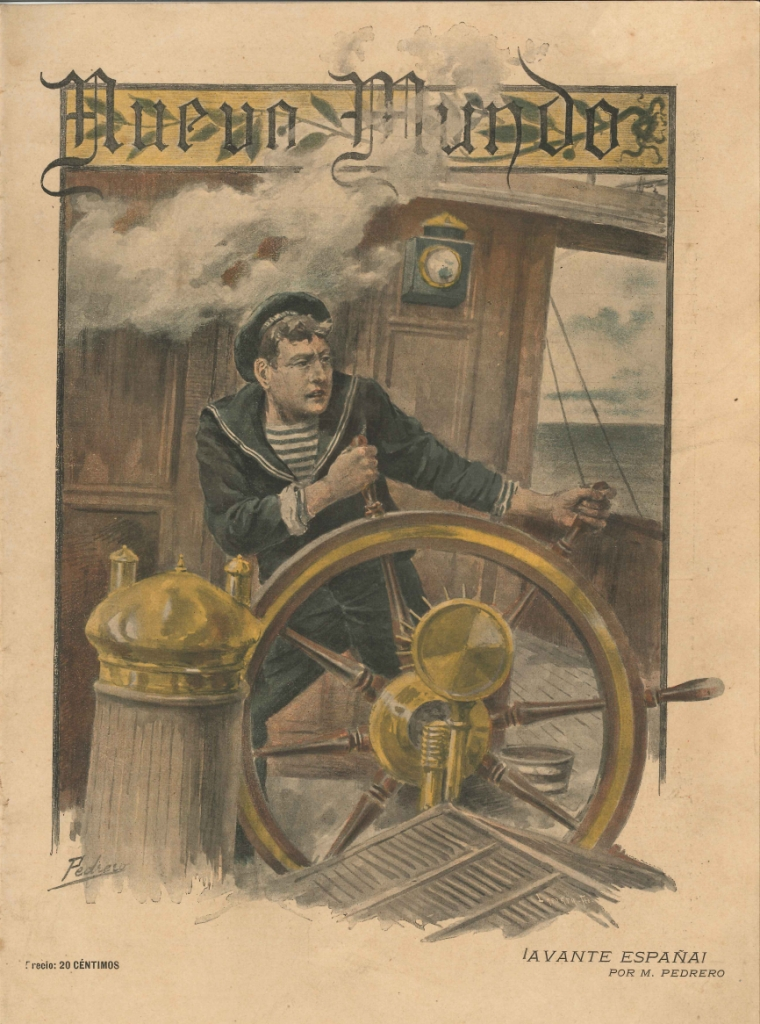
Portada de la revista Nuevo Mundo del 20 de abril de 1898, animando a las tropas españolas en la guerra contra Estados Unidos. La escuadra española fue enviada a una guerra perdida de antemano por unos dirigentes políticos que conocían la superioridad militar del enemigo, pero que optaron por no enfrentarse a la población, que había sido convencida del triunfo fácil por una prensa irresponsable y sensacionalista.

«Cuarto poder» es la expresión que hace referencia a los medios de comunicación y la prensa en cuanto a sector dotado de gran poder o influencia en los asuntos sociales y políticos de un país. Se comenzó a emplear en el siglo XIX en gobiernos y sus representantes, colocándoselo junto a los tres poderes del Estado: el poder ejecutivo,el poder legislativo y el poder judicial. 
El término cuarto poder alcanzó la popularidad cuando el escritor y filósofo escocés Thomas Carlyle, atribuyó dicha expresión al escritor, orador y político anglo-irlandés, famoso e influyente en su época, Edmund Burke, quien la pronunciaría en el debate de apertura de la Cámara de los Comunes del Reino Unido en 1787. En su discurso, Burke dijo que había tres poderes en el parlamento; señalando que en la tribuna de prensa era donde se sentaba el cuarto poder, de lejos, más importante que todos ellos. Cabe destacar que en ese momento la prensa ocupaba el cuarto espacio de los escaños en el Parlamento inglés, al lado de quienes ocupaban los otros tres: los Lores Espirituales (representantes de la iglesia), los Lores Temporales (la nobleza) y los Comunes (los políticos).
La información es poder, está presente en todos los canales de conocimiento y se canaliza por vías muy rápidas. La relación entre poder y prensa quedó rápidamente ilustrada en forma magistral. A lo largo de la historia, se ha gestado el lazo de unión entre la prensa y el cuarto poder. En 1815, Napoleón volvía de su exilio en Elba y el diario capitalino Le Monsieur se convirtió en el instrumento narrativo de su regreso al trono. El Emperador francés explicó sin tapujos el sueño que tenían todos los gobernadores, se convirtió en la voz de todos ellos que no se atrevían a confesar. "La libertad de prensa debe estar en manos del gobierno, la prensa debe ser un poderoso auxiliar para hacer llegar a todos los rincones del Imperio las sanas doctrinas y los buenos principios. Abandonarla a sí misma es dormirse junto al peligro". De esta manera, surge el conflicto de la visión de la prensa como el cuarto poder al estar subordinada a ciertos poderes.

## El cuarto poder y el periodismo
En el ámbito periodístico, el término cuarto poder fue asignado por el periodista, político e historiador Thomas Macaulay, quien constituyó la frase "el periodismo es el cuarto poder". La frase de Macaulay enlazando a la prensa con el poder y atribuyéndole al cuarto rango generó tanta fortuna que, nacida y próspera durante todo el siglo XIX, navegó triunfal por el XX. Desde que el banquero Jakob Fugger empezó a comerciar con información, fijando el origen rudimentario de lo que luego serían las empresas informativas hasta nuestros días, han cambiado muchas cosas en los medios de comunicación tanto como industria y como actividad profesional. 
Aquellas primeras publicaciones que contenían informaciones de los precios de las mercancías en los puertos europeos dieron un paso a un lado para otorgar protagonismo a grupos mediáticos cuya finalidad era comerciar con todo tipo de información, a la que han añadido grandes facetas de entretenimiento. "El periodismo surgió para resolver la escasez de información. Información que era valiosa por su escasez". De esta manera, surgió una profesión periodística que, por un lado, ejerce su actividad profesional en una industria y, por otro lado, acepta las funciones que, progresivamente, le va otorgando la sociedad. 
En sus comienzos, a los medios de comunicación se les reconocía como:
- Instancias fiscalizadoras de la gestión pública

- Mediadores entre poderes y ciudadanos
- Oferentes de información oportuna e imparcial

Toda democracia liberal reivindica la importancia de publicar la información para dar a conocer el poder del Estado y así cumplir con una de las bases principales del liberalismo, la protección del individuo frente al Estado. Los medios de comunicación fueron llamados para cumplir, en última instancia, el rol sobre los poderes del Estado. El individuo debía formarse para ejercer todos sus derechos políticos, sociales económicos y culturales. Más tarde, después de la Segunda Guerra Mundial, se promovió la defensa de los Derechos Humanos. El tiempo avanzaba y los medios se presentaban como educadores sociales dentro de una sociedad bastante dependiente. Por tanto, construir una conciencia humana supondría el desarrollo de la democracia. Sin embargo, la lucha política mediante los medios de comunicación de masas produce epifenómenos y apariencias sustituyendo hechos y decisiones reales y, de esta idea, Michel Foucalt, establece la contraposición con el Estado de Derecho y recalcó que no es más que un instrumento de control social. El desarrollo del mundo contemporáneo depende de la información que se posee. De aquí, surge el dicho "la información es poder", pero la desinformación también es poder. Los medios de comunicación son responsables de este privilegio. Como establecen, Burke, Marx y Lenin, la prensa posee un poder que es capaz de imponerse al resto de los poderes y moldear a su gusto las sociedades.

### De la prensa política a la prensa-negocio
En tiempos de Burke y Macaulay, al igual que con Aristóteles, los tres poderes tradicionales no eran los únicos dominantes en todos los ámbitos gubernamentales. El poder político, el poder económico, el poder militar, el poder religioso, el poder intelectual o el poder de masas destacaban entre los más figurantes. La prensa nació como poder y en el siglo XVIII es, principalmente, de información cultural, de conocimientos o de datos. En la época de la Ilustración, Francia es la principal pionera de utilización de la prensa mientras que en el siglo XIX, especialmente, a partir de 1820, Europa y América se presentan como líderes de la influencia del poder político de los medios de comunicación a través de un doble papel:
- Crítico del poder en interesada alianza con la masa
- Altavoz del mismo poder que se siente reflejado como en un espejo narcisista.

Además de la Ilustración, fuente nativa del Periodismo, el Romanticismo es un pilar fundamental en su crecimiento dado que en él adquiere su segunda piel. El siglo XIX es definido por el poeta y académico José Selgas, como "Siglo de la inquietud y el movimiento / del papel, la revuelta y el negocio / el confort, la toilette y el 3 por ciento". Con ello, quería resaltar el lazo de unión de los periódicos con la política y sus dificultades para adjuntarse a la economía.

### La globalización de los medios
Los medios de comunicación, tanto la prensa oral como escrita, ejercen la función de explicar la realidad social y, por tanto, los ciudadanos están informados permanentemente de forma objetiva de los sucesos nacionales e internacionales. Esta acción es eficaz e inmediata dada la interacción que realiza el individuo a través de los sentidos con los conocimientos adquiridos de su entorno. En esta labor, juegan un papel fundamental lo efímero y la objetividad. La primera de ellas, se logra a través de matices o ampliando la información en días posteriores. En cuanto a la segunda, hay que resaltar que es parcial pues está condicionada por la línea editorial del grupo de comunicación o del propio periodista. De esta manera, las noticias que transmiten los diferentes medios de comunicación no presentan de manera exacta el suceso ocurrido sino que lo alteran para lograr un objetivo en concreto y este es el político, que no siempre queda nítido para el receptor.
Algunos autores, como Licio F. Óliver Costilla, critican la imagen de la globalización que transmiten los diferentes medios de comunicación de masas que hablan del descalabro de las fronteras económicas, comerciales y financieras de los países. Su crítica va orientada a señalar la "imagen unilateral buena" de los medios de comunicación. "De hecho, la crítica del fenómeno ha demostrado que la globalización plantea en la mesa de debates, la dominación mundial de una nueva oligarquía industrial y financiero, una relación económica preferente entre los países desarrollados, una nueva exclusión social de amplios sectores de pobres y desempleados, la sumisión del mundo al poder político, financiero y militar de Estados Unidos, la extensión de la irracionalidad en el uso de la naturaleza por los intereses industriales y una mayor alienación de la sociedad al consumo suntuario”.
Enrique González-Manet, en su libro 'Globalización, medios de comunicación y dominación cultural', establece que todas estas transformaciones presentan beneficios muy positivos, pero no siempre alcanzables. "La comunicación global instantánea favorece la creación de nuevos servicios no soñados hasta ahora. Pero tales beneficios no siempre estarán disponibles por el alto costo de las redes y grandes sistemas de comunicación, la falta de recursos humanos o las limitaciones de acceso a las autopistas electrónicas".

## El cuarto poder en la red
El nacimiento de la Web 2.0 ha aportado una nueva forma de realizar periodismo, el periodismo digital. Las características de emisión, transmisión y recepción a todo tipo de informaciones han propiciado un cambio en el método en el que los medios desarrollan su actividad e influyen en la ciudadanía. La importancia que juegan los medios de comunicación no es posible desconocerse, pero menos aún lo es la capacidad de profundización que supone Internet. La sociedad de masas ha crecido dentro del contexto de la industrialización y la modificación de los derechos políticos (instauración del sufragio universal tanto masculino como femenino). Todo ello, ha propiciado la modificación de la esfera pública en el sentido de que favorece a los representantes de los poderes político, económico y mediático dejando de lado al público de masas.
El periodismo en las nuevas esferas públicas y periféricas se caracteriza por su heterogeneidad y su carácter plural. Por otro lado, ha nacido un nuevo modelo comunicativo que es el denominado infotainment  que combina información con entretenimiento. Esta nueva noción de infoentretenimiento se ha generalizado en el ámbito de las Teorías de la Comunicación en las últimas décadas para resaltar la eclosión de los medios de ficción y la espectacularización de la actualidad en el ámbito periodístico, sobre todo, en los medios televisivos. El desarrollo de las comunicaciones digitales obligó a analizar la situación desde una perspectiva que junte aproximaciones tanto jurídicas como periodísticas que habla tanto de derechos como de mercados. En la era digital, la prensa como cuarto poder se mantiene y, además, es una actividad empresarial.
El periodismo ciudadano ha ganado importancia con las posibilidades que ofrece Internet a cada usuario de convertirse en productor y en emisor de la información además de participante en el debate público. Cualquier ciudadano de a pie puede fabricar contenido periodístico que distribuye a través de redes sociales principalmente. Sin embargo, el creciente aumento de este fenómeno trae consigo la aparición de los hackers que violan los derechos de propiedad y morales de los autores con la finalidad de obtener beneficios. Los derechos de explotación han generado múltiples batallas entre individuos y grupos que poseen intereses y derechos en conflictos. La lógica de la comunicación en la red la pone en cuestión Santiago Muñoz Machado: "Los derechos morales del autor están suficientemente definidos en las legislaciones. Su preservación en el entorno Internet podrá ser complejo, desde luego, pero las agresiones a aquellos derechos no presentan nuevos problemas de identificación. El caso de derechos de explotación no es lo mismo. Las nuevas tecnologías e Internet han multiplicado las posibilidades de comunicación de una obra y también ha ampliado el número de agentes que pueden ser responsables de su utilización indebida. (....) En cuanto a las personas o empresas que pueden participar en estos procesos también se han multiplicado: los operadores de red, los prestadores de servicios de acceso, los prestadores de servicios generales, los titulares del servidor del que parte la información, el usuario, etc".

## La información al servicio de intereses privados
Muchos críticos consideran que la prensa no se limita a reflejar la opinión pública, sino que se puede crear proporcionando la casi totalidad de la información con la que esta cuenta en cualquier momento dado, siendo uno de los generadores del denominado mainstream (en español "corriente generalizada" o "intereses comunes"). En este sentido, surge la firme pregunta de si los medios de comunicación están al servicio de intereses públicos. Las estructuras contemporáneas y los canales empleados para ejercer las labores periodísticas generan esta cuestión como es el caso de la llegada de Internet. Las circunstancias generales de la estructura de periodismo, subordinadas a las últimas transformaciones, han reducido el nivel de fiabilidad de los ciudadanos y, por consiguiente, ha traído un conflicto entre sociedad y medios de comunicación.
Con el paso del tiempo, han surgido periódicos como el Huffington Post, que solo existen en versión web. La aparición de la información en línea y la multiplicación de la información individualizada han provocado que los medios tradicionales se vean superados por las nuevas tecnologías sin atisbos de frenar esta tendencia y resignándose a aceptar un rival sin recursos directos al que hacer frente. Sin embargo, Internet no escapa del problema de la credibilidad, el cual representa un problema para la democracia. Además, la crisis económica plantea la dificultad de generar un modelo económico que garantice la rentabilidad del negocio periodístico. La mayoría de los medios digitales no son rentables mientras que muchos medios tradicionales lo son cada vez menos, o, a veces, no lo son tampoco.

### Relación entre prensa y sociedad
En lo que respecta a la relación lector-periódico, aumenta su distanciamiento a medida que los tiempos avanzan. Los periódicos han perdido su seña de identidad y su línea editorial porque su objetivo ha cambiado. Los medios son mucho menos identificables políticamente porque han dispersado su estrategia de alcance al mayor número de ciudadanos posible. Su línea de seducción no es un grupo, sino un todo. De esta manera, su propia seña de identidad se ha desdibujado o se ha trasladado a áreas mucho más amplias. El ámbito del neoliberalismo ha alcanzado los niveles informativos y los medios están supeditados a la idea de que el mercado está por encima del Estado y, por tanto, este debe conceder su espacio en favor del primero. Los grandes grupos mediáticos difunden ideología, pero según establece Ignacio Ramonet, transmiten globalmente un mundo ideal, pero no el real. "Los medios dominantes que pertenecen a grupos importantes en el sector del mercado ¿creen ustedes que serán muy críticos con la globalización, con el neoliberalismo, cuando son actores centrales de estas dos dinámicas? Evidentemente hay poca posibilidad de que lo sean".
Uno de los casos más famosos a lo largo de la historia sucedió en 1972 cuando el presidente estadounidense Richard Nixon ordenó una operación de espionaje contra sus opositores del Partido Demócrata, el denominado Escándalo Watergate. La argucia fue descubierta y dicha trama provocó la marcha de Nixon de la presidencia americana. Bob Woodward y Carl Berstein, periodistas del Washington Post, desvelaron el caso mientras que su fuente, la catalogada como "garganta profunda", continúa en el anonimato.

## Las discrepancias en la asociación prensa-cuarto poder
La idea de que la prensa es el cuarto poder es, para algunos, una simple metáfora modelada, pero a la vez causante de múltiples falsas interpretaciones de la información. Una metáfora que, al haberse hecho una cláusula de estilo conceptual, ha desencadenado en oscurecer las labores de información y de función social. El problema más rotundo surge en el mundo occidental. Pese a que no se sepa con exactitud qué es, para qué es y por qué es, forma parte de la cultura política.
En términos generales, la idea de cuarto poder beneficia a todos los integrantes que constituyen el eje central de la comunicación. En primer lugar, a los propietarios de las empresas de información porque, gracias a esta teoría, se asimilan o son asimilados a servidores del interés público. En segundo lugar, refuerza a los periodistas porque ser practicantes del cuarto poder les convierte en profesionales normales y corrientes, defensores del hombre de calle, intérprete de sus necesidades y opiniones, y auxiliadores de una vida democrática sana. Por último, beneficia al poder político porque todo el esfuerzo y la imaginación que invierten para poner la información a su servicio carecería de sentido si el cuarto poder no se entendiera como libre e independiente. Sin embargo, el público es el gran olvidado refiriéndose a todo aquel que carezca de poder estatal, político, social e informativo. De esta manera, Zegers, establece que la idea de concebir la prensa como el cuarto poder ha servido "para hacer creer que el poder informativo estaría en la cima de los otros poderes: se impondría al legislativo, trazaría los criterios de judicial, y tendría la fuerza para designar, mantener o destruir al ejecutivo, condicionando a los tres poderes clásicos".